# Contracorriente (phim 2009)
Contracorriente (tiếng Anh: Undertow) là một bộ phim được sản xuất quốc tế năm 2009 của đạo diễn Javier Fuentes-León và đánh dấu tác phẩm đầu tay dài của đạo diễn. Tài chính ban đầu đến từ Đức và Pháp với nguồn tài chính bổ sung từ Peru. Bộ phim được quay tại Cabo Blanco, Peru, đã giành giải thưởng Khán giả điện ảnh thế giới ở hạng mục Kịch tại Liên hoan phim Sundance 2010 ở Hoa Kỳ. Các giải thưởng dành cho khán giả khác bao gồm Cartagena, Montreal, Miami, Chicago, Utrecht, Lima và Galway, cũng như giải thưởng của Ban giám khảo ở Madrid, San Francisco, Seattle, Toulouse và Philadelphia. Phim nhận được đề cử là Phim Mỹ Latinh hay nhất tại Giải thưởng Goya 2011 ở Tây Ban Nha.
Bộ phim cũng được chọn là mục nhập của Peru cho Phim nói tiếng nước ngoài hay nhất tại Giải thưởng Hàn lâm lần thứ 83 nhưng nó không lọt vào danh sách rút gọn cuối cùng.

## Nội dung
Miguel (Cristian Mercado) là một ngư dân trẻ của Cabo Blanco, một ngôi làng nhỏ ở miền bắc Peru với những truyền thống cụ thể liên quan đến cái chết. Anh đã kết hôn với Mariela (Tatiana Astengo), đang mang thai con trai đầu lòng, nhưng anh cũng có một mối tình bí mật với một họa sĩ nam tên là Santiago (Manolo Cardona).
Santiago vô tình bị chết đuối trên biển, và hồn ma của anh ta quay lại để yêu cầu Miguel tìm thấy xác anh ta, để chôn cất nó với các nghi lễ của làng họ. Cuối cùng Miguel tìm thấy xác của Santiago trong nước, nhưng không nói với hồn ma của anh ta về phát hiện này. Trong khi đó, dân làng phát hiện ra những bức tranh khỏa thân của Miguel tại nhà của Santiago, làm dấy lên tin đồn rằng anh ta đang ngoại tình. Mariela nghe thấy những tin đồn, đối mặt với Miguel về họ và khi nghe anh thú nhận, cô đến nhà mẹ cô với đứa con mới sinh của họ.
Miguel trở lại để tìm kiếm thi thể của Santiago, nhưng anh thấy rằng hiện tại đã lấy đi. Mariela cuối cùng trở về nhà, nhưng sau đó thi thể của Santiago xuất hiện trong lưới của một chiếc thuyền đánh cá. Miguel quyết định đòi thi thể của Santiago để chôn cất trên biển. Anh ta đưa quan tài của Santiago ra biển, nhưng một giây sau khi quan tài lướt xuống biển và Miguel rơi nước mắt cay đắng, hồn ma của Santiago lại xuất hiện lần cuối, vuốt ve Miguel, người trở về nhà một mình trong lúc mặt trời lặn.

## Diễn viên
- Cristian Mercado vai Miguel
- Manolo Cardona vai Santiago
- Tatiana Astengo vai Mariela

## Sản xuất
Undertow đã có những cử chỉ từ năm 1996, khi đạo diễn Javier Fuentes-León viết cảnh đầu tiên. Ban đầu được hình thành như một phim kinh dị trả thù siêu nhiên về một ngư dân ngoại tình với gái mại dâm, Javier quyết định thay đổi nó sau khi tự mình ra khỏi tủ, trong nỗ lực khám phá các chủ đề và tài liệu thú vị hơn.

## Tiếp tân quan trọng
Bộ phim nhận được đánh giá tích cực từ các nhà phê bình. Tổng hợp đánh giá Rotten Tomatoes báo cáo rằng 88% trong số 32 nhà phê bình đã cho bộ phim đánh giá tích cực, với điểm trung bình là 7,3/10. Manhola Dargis từ Thời báo New York ca ngợi khả năng của đạo diễn trong việc thể hiện mối quan hệ mạnh mẽ giữa các nhân vật, đặc biệt tập trung vào sự phức tạp của tình cảm Miguel Miguel dành cho Mariela, mà cô gọi là "hài lòng". David Wiegang từ San Francisco Chronicle cũng đưa ra đánh giá tích cực cho bộ phim, nói rằng "thành tựu của bộ phim rất nhiều, nhưng không kém phần quan trọng là khả năng lấy câu chuyện của con người và dựng nó thành truyện ngụ ngôn, mà không mất một chút uy tín hay trái tim không thể cưỡng lại."
Pam Grady từ Tạp chí Boxoffice đã viết gợi cảm và lãng mạn với một liều lượng lớn của siêu nhiên và được tạo ra bởi các nhân vật không thể xóa nhòa." Bob Mondello từ NPR đã viết về Undertow, vì tất cả các thủ thuật kể chuyện của nó, đã được đưa ra nhịp điệu và kết cấu của cuộc sống thực, cũng như những cảm xúc ngầm đang ám ảnh." 

## Giải thưởng
Cho Undertow
- 2009: Won Sebastian Award at the San Sebastián International Film Festival
- 2010: Won Audience Awards for "World Cinema – Dramatic" category at the Sundance Film Festival
- 2010: Nominated for Grand Jury Prize for "World Cinema – Dramatic" category at the Sundance Film Festival
- 2010: Won Audience Award for Ibero-American competition at Miami Film Festival
- 2010: Nominated for Golden India Catalina for "Best Film (Mejor Película)" at Cartagena Film Festival
- 2011: Nominated GLAAD Media Award for Outstanding Film – Limited Release
- 2011: Nominated for Goya for "Best Spanish Language Foreign Film" at Goya Awards